# Aeneator recens
Aeneator recens är en snäckart som först beskrevs av Dell 1951.  Aeneator recens ingår i släktet Aeneator och familjen valthornssnäckor. Inga underarter finns listade i Catalogue of Life.